# Aulonocara korneliae
Aulonocara korneliae là một loài cá thuộc họ Cichlidae.
Loài này được tìm thấy ở Malawi, Mozambique, và Tanzania. Môi trường sống tự nhiên của chúng là hồ nước ngọt.